# Arizona
För andra betydelser, se Arizona (olika betydelser).
Arizona är en delstat i USA och ligger i sydvästra regionen av landet. Huvudstad och största staden är Phoenix. Den näst största staden är Tucson följt i storlek av åtta städer inom Phoenix storstadsområde – Mesa, Glendale, Chandler, Scottsdale, Gilbert, Tempe, Peoria, Surprise – och därefter av Yuma i Yuma County.
Arizona är den 48:e staten och den sista av de angränsande delstaterna som anslöt sig till unionen. Arizona uppnådde status som självständig delstat den 14 februari 1912 – 50-årsjubileet av Arizonas erkännande som ett territorium i USA. Delstaten är känd för sitt ökenklimat, heta somrar och milda vinterdagar, men har också inslag av tallskog och bergskedjor i norra delarna av delstaten där det normalt sett också är kallare än i söder.
Arizona är en av delstaterna i regionen som kallas Four Corners. Delstaten gränsar till New Mexico, Utah, Nevada, Kalifornien och delvis av Colorado. Den har även en 626 kilometer lång internationell gräns till delstaterna Sonora och Baja California i Mexiko. Förutom Grand Canyon finns många nationella skogar, nationalparker, monument och indianreservat i delstaten.
Arizona är den enda delstat i USA som – med undantag för Navajo-indianernas reservat – inte tillämpar sommartid.
Traditionellt är delstaten politiskt känd för nationella konservativa personer som Barry Goldwater och John McCain, även om Arizona röstade demokratiskt under presidentvalet 1996 och under president- och senatorvalet 2020.

## Historia
De första européer som sökte sig in i området var två spanska munkar som åren efter varandra (1539 och 1540) gjorde ansträngningar för att hitta de mytiska ”Sju guldstäderna”. I fortsättningen var de nya bosättningarna i huvudsak att betrakta som missionsinriktade. Under denna tid var Arizona en del av den spanska kolonin Nya Spanien. 1775 grundlade spanjorerna Fort Tucson.  Arizona blev 1821 del av Mexikanska Imperiet, senare republik, och efter det mexikanska kriget blev Arizona 1848 amerikanskt territorium, liksom övriga delar av USA som i dag är norr om den nuvarande gränsen (se även USA:s territoriella expansion).
Arizonas historia är full av legender om den gamla Vilda Västern, och två av de mest kända indianhövdingarna, Geronimo och Cochise, ledde sina stammar i upprepade strider mot de vita. I staden Tombstone inträffade en ryktbar eldstrid – ”The Gunfight at the O.K. Corral”. I dag finns i staten en av de största indianbefolkningarna med ca 250 000 invånare i 14 stammar bosatta i 20 reservat. Arizona är den av staterna på kontinenten (med undantag av Alaska), som senast blev delstat (1912).
Namnet Arizona är lånat från indianfolket Tohono O’odham som hade namnet alĭ ṣonak på ett område i delstaten. Det kommer inte från spanska "Árida Zona" (ökenområde) vilket ibland hävdas.

## Geografi

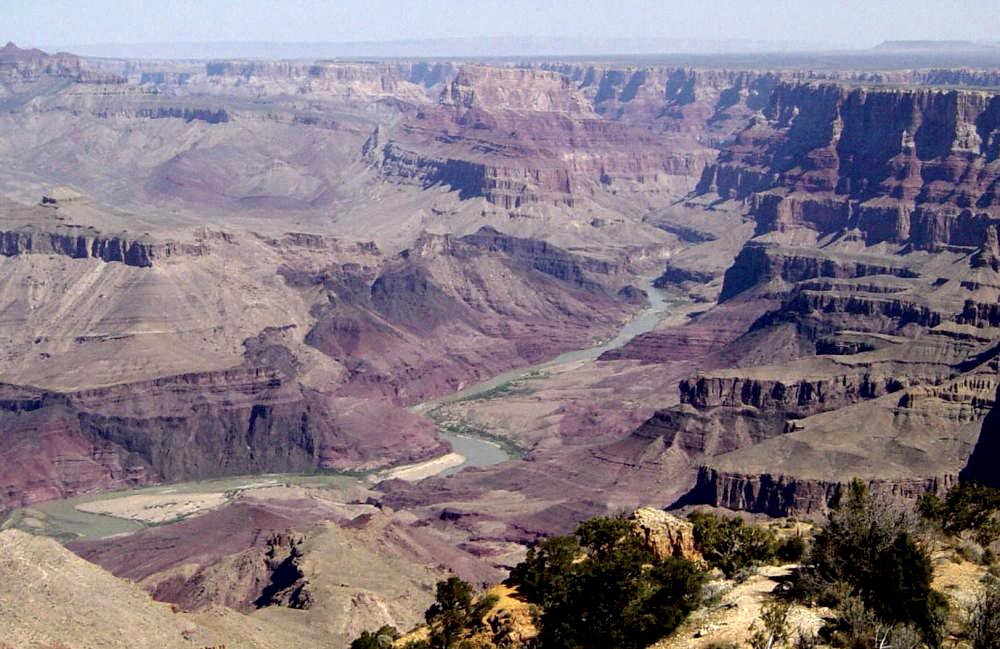
Den branta kanjonen Grand Canyon i nordvästra Arizona.

Arizona är en av de sydligaste delstaterna i USA och gränsar i söder till Mexiko, i väster till Kalifornien och Nevada, i norr till Utah och i öster till New Mexico. Dess yta är ca 294 000 km², vilket motsvarar ungefär 2/3 av Sveriges yta.
Delstaten består bland annat av berg, öken och savann. Den högsta punkten ligger 3 851 meter över havet.
De största orterna Phoenix och Tucson är belägna i den södra delen av delstaten, som mest består av öppet landskap, medan höglänt terräng och skogsområden främst sträcker sig norrom, i ett stråk från den nordvästra till den centralt östra delen.
Ungefär 10 procent av Arizona är skog, 25 procent är skogsmark, 25 procent är gräsmark och återstående 40 procent är ökenbuskmark. Bland annat tallar, granar, aspar och ekar förekommer i de höglänta delarna. I låglänt terräng förekommer istället buskar. Kaktusväxter är vanliga i Arizona och växer över hela delstaten.
Till större däggdjur i Arizona hör bland annat svartbjörnar, hjortar och antiloper. Näsbjörnar har fått spridning norrut, medan vildsvinet navelsvin förekommer i söder. I delstaten finns även kattdjur som lodjur och puma. Särskilt vanliga djur är prärievargar, skunkar och piggsvin. Bland giftiga djur återfinns skallerormar, skorpioner och gilaödlor (även kallade gilamonster).

### Klimat
Ungefär 50 procent av Arizona har halvtorrt klimat, cirka 33 procent har torrt och återstående cirka 17 procent har fuktigt.
Arizona är i USA känt för sitt soliga väder och höga UV-strålning som från och med april till och med september kan nå upp till 11 på UV-index i de södra delarna.
Det kan bli hett om somrarna, i vissa delar, däribland huvudorten Phoenix, är den normala dagstemperaturen cirka 40 °C under högsommarmånaderna. Maxtemperaturer över 50 °C har uppmätts i Arizona. Om somrarna drar fuktig luft med skurområden in över delstaten, ibland tillsammans med kraftig åska, främst från Californiaviken. Det resulterar i omväxlande sommarväder på många håll. Den totala sommarnederbörden i söder brukar trots det inte överstiga cirka 75 millimeter, vilket i jämförelse är mindre än hälften av normalnederbörden i Stockholm under samma period.
Om vintrarna når dagstemperaturerna normalt omkring 20 °C i de södra delarna med orterna Phoenix och Tucson. I bergslandskapet i norr är dagstemperaturerna i genomsnitt omkring 10 °C under midvintermånaderna. Vinternätterna kan bli kalla i hela delstaten med nära noll grader Celsius i Phoenix och Tucson och flera minusgrader i norr. På hög höjd i norra Arizona har en lägsta temperatur på –40 °C uppmätts. Om vintrarna drar regnområden in från Stilla havet. Trots det får Phoenix normalt sett 80 procent av den maximala mängden sol i januari. Främst på höjder över 500 meter över havet kan även snö förekomma.
Årsnedebörden i Arizona hamnar i allmänhet mellan cirka 250 millimeter och 625 millimeter.

## Ekonomi
Tillverkningsindustrin är den viktigaste näringen i staten med bland annat tillverkning av elektriska produkter och anordningar för bruk i kommunikations- och flygverksamhet. Arizona har av tradition haft ett stort antal koppargruvor och än kommer mer än 50 procent av unionens kopparproduktion från staten. För statens ekonomi är också jordbruksprodukter av skilda slag viktiga. De främsta inslagen är kreatursuppfödning, mejerivaror och bomull.

## Demografi
| Befolkningsökning | Befolkningsökning |
| År                | Invånare          |
| ----------------- | ----------------- |
| 1860              | 6 482             |
| 1870              | 9 658             |
| 1880              | 40 440            |
| 1890              | 88 243            |
| 1900              | 122 931           |
| 1910              | 204 354           |
| 1920              | 334 162           |
| 1930              | 435 573           |
| 1940              | 499 261           |
| 1950              | 749 587           |
| 1960              | 1 302 161         |
| 1970              | 1 770 900         |
| 1980              | 2 718 215         |
| 1990              | 3 665 228         |
| 2000              | 5 130 632         |

Arizona hade år 2005 en befolkning på drygt 5,9 miljoner invånare. År 2006 levde uppskattningsvis 6 166 318 invånare i delstaten Arizona.

## Utbildning
I Arizona finns tre statliga universitet, tolv kommunala och nio privata college och yrkeshögskolor.

### Statliga universitet
- Arizona State University (Tempe)
- Northern Arizona University (Flagstaff)
- University of Arizona (Tucson)

## Städer
- Stor-Phoenix – 4 179 427 (2007)
- Phoenix – 1 552 259 (2007)
- Stor-Tucson – 1 023 320 (2008)
- Tucson – 525 529 (2008)
- Mesa – 432 000 (förstad till Phoenix)
- Glendale – 233 000 (förstad till Phoenix)
- Scottsdale – 218 000 (förstad till Phoenix)
- Stor-Prescott – 212 635 (inklusive Prescott, Sedona, Cottonwood, Camp Verde)
- Chandler – 211 000 (förstad till Phoenix)
- Gilbert – 216 449 (2008)
- Tempe – 174 091 (förstad till Phoenix)
- Peoria – 157 960 (2008)
- Surprise – 117 517 (2008)

## Sevärdheter
- Grand Canyon
- Barringerkratern
- Petrified Forest – förstenade skogen
- Hooverdammen
- Den återuppbyggda London Bridge vid Lake Havasu City

## Sport
- MLB – baseball
  - Arizona Diamondbacks
- NFL – amerikansk fotboll
  - Arizona Cardinals
- NBA – basket
  - Phoenix Suns

## Kända personer från Arizona
- Cochise – indianhövding för apacherna
- Geronimo – indianhövding för apacherna
- Barry Goldwater – senator och republikanernas presidentkandidat 1964
- John McCain – senator och republikanernas presidentkandidat 2008
- John O'Callaghan – sångare i bandet The Maine
- Linda Ronstadt – sångerska
- Clyde Tombaugh – astronom
- TheOdd1sOut– youtubare